# جيك ابشتاين
جيك ابشتاين هو موسيقي وممثل كندي، ولد في 16 يناير 1987 بتورونتو في كندا.

## وصلات خارجية
- جيك ابشتاين على موقع IMDb (الإنجليزية)
- جيك ابشتاين على موقع ميوزك برينز (الإنجليزية)
- جيك ابشتاين على موقع قاعدة بيانات برودواي على الإنترنت (الإنجليزية)
- جيك ابشتاين على موقع إن إن دي بي (الإنجليزية)
- جيك ابشتاين على موقع ديسكوغز (الإنجليزية)
- جيك ابشتاين على موقع قاعدة بيانات الفيلم (الإنجليزية)